# De Hoop (Middelstum)
De Hoop is een koren- en voormalige pelmolen aan de westzijde van het Boterdiep, ten noorden van Middelstum in de provincie Groningen. De molen werd in 1855 tussen Middelstum en Toornwerd gebouwd als koren- en pelmolen. Sinds 2016 is hij eigendom van de stichting Het Groninger Landschap.
De molen was tot 1954 in bedrijf. In dat jaar besloot de eigenaar de molen af te breken. Het binnenwerk verdween volledig, maar de molen bleef staan. Na jarenlange verwaarlozing werd het bouwwerk in de jaren 1970 gerestaureerd en in 1973 ingeschreven in het Rijksmonumentenregister Het maalwerk werd echter niet weer aangebracht. Vrijwillige molenaars lieten de molen aanvankelijk regelmatig draaien, later werd de onderhoudstoestand zo slecht dit niet meer mogelijk was. De toenmalige eigenaar, Molenstichting Fivelingo, begon in 2009 met een uitvoerige restauratie. Hierbij is een compleet gaandewerk aangebracht, zodat de molen weer maalvaardig is geworden. De Hoop is voorzien van een gevlucht met oudhollandse tuigage. 